# Skyggernes Kniv (bog)
 For alternative betydninger, se Skyggernes Kniv. (Se også artikler, som begynder med Skyggernes Kniv)
Skyggernes Kniv (originaltitel: The Subtle Knife) er en fantasy-ungdomsroman fra 1997, skrevet af Philip Pullman. Den er anden del i fantasytrilogien Det Gyldne Kompas, kendt som His Dark Materials i England. Den forstætter lige præcis, hvor Det Gyldne Kompas, den første bog, slap.

## Handling
Will er 12 år og ikke som andre drenge på hans alder. Hans mor ser usynlige fjender, og hans far forsvandt for mange år siden under en ekspedition. Will må hver eneste dag sørge for sin mor og dække over hendes sygdom, så hun ikke bliver taget fra ham. Men der er mænd der er ude efter dem. En dag da en af dem bryder ind i deres hjem, slår Will – i en panisk reaktion – ham ihjel. Han flygter og opdager ved et tilfælde et vindue ind til en ny verden.
Her møder han Lyra. De opdager snart at den nye verden; Cittágazze er et uhyggeligt sted, som bliver hjemsøgt af Genfærd som spiser sjæle.
De rejser frem og tilbage mellem Will's verden og Cittágazze i Wills desperate søgen efter at finde ud af hvad der skete med hans far.
Lyra rejser med og møder Sir Charles, som først virker som en rar gammel mand, men viser sig at have en mørkere bagtanke.
Han stjæler Lyras alethiometer – et kompas der fortæller sandheden – og for at få det tilbage skal Will og Lyra bringe ham Skyggernes kniv. Men kniven fører farer med sig, og mennesker fra mange verdener vil dræbe for at erhverve den.